# Estat de Zhao
Zhao (en pinyin: zhào, enxinès tradicional: 趙, en xinès simplificat: 赵) fou un dels estats xinesos durant el període conegut com dels regnes combatents (junt amb sis estats més). Al començament era un estat dèbil però va guanyar força sota el seu sobirà Wuling i al final del període era l'únic estat prou fort per oposar-se als Qin. El seu territori estava format per zones de la Mongòlia Interior, Hebei, Shanxi i Shaanxi. i feia frontera amb els territoris dels xiongnu (huns), Qin, Wei i Yan. La capital fou Handan (邯郸), suburbi de la moderna ciutat d'Handan a Hebei.

## L'ascens de Zhao
Hui de Wei va intercanviar territoris amb Han i Zhao per tal de fer més racionals els límits dels tres estats. L'any 364 aC Wei va ser derrotat per Qin a la batalla de Shimen i només va ser salvat per la intervenció de Zhao. En 354 aC, el rei Hui de Wei va iniciar un atac a gran escala contra Zhao, i el 353 aC, quan Zhao estava perdent molt i Wei assetjava la seva capital Handan, Qi va intervenir atacant la capital de Wei mentre l'exèrcit de Wei estava lligat assetjant Zhao. l'exèrcit de Wei es va moure precipitadament cap al sud per protegir la seva capital i va ser atrapat a la carretera i derrotat decisivament a la batalla de Guiling.
Wuling de Zhao va imposar una reforma militar que fou prou efectiva. Els soldats es van equipar com els veïns xiongnu i els carros de guerra es van substituir per arquers a cavall. Aquestes reformes junt amb els avanços de la tecnologia xinesa i les tàctiques dels nòmades van portar a l'exèrcit de Zhao a ser la força més efectiva dins els estats guerrers. En 323 aC Han, , Wei, Yan i Zhao es van aliar i els seus sobirans es van reconèixer mútuament com a reis. Els aliats, liderats pel general Zhao Pang Nuan van atacar Qin però van ser derrotats el 318 aC a la batalla de Hangu al pas estratègic de Hangu, La primera víctima en fou l'estat tribal de Zhongshan el 295 aC després de deu anys de guerra, i conquestes de territoris dels seus veíns Wei, Yan i Qin. La cavalleria de Zhao va operar en alguns moments també a l'estat de Qi quan feia campanya contra l'estat de Chu. Va coincidir amb l'aparició de comandants militars brillants, especialment Lian Po, Zhao She i Li Mu. Lian Po fou decisiu en la defensa contra els Qin. Zhao She fou principalment actiu a l'est i va dirigir la invasió de l'estat de Yan; Li Mu fou qui va fer front als xiongnu.

## La caiguda de Zhao
Al final del període era l'únic estat que s'oposava a l'estat de Qin. Aliat a Wei, Zhao va atacar Qin però fou derrotat a Huayang el 273 aC. La guerra va culminar en la sagnant batalla de Changping, la major batalla del període, el 260 aC, i les tropes de Zhao foren derrotades per les de Qin. Mercès al suport de les forces aliades de l'estat de Wei, es va poder salvar la capital Handan del setge dels vencedors, però el poder de Zhao va quedar delmat seriosament per les grans pèrdues sofertes a la batalla i ja no es va recuperar.
El 229 aC el general Qin, Wang Jian, va envair el regne; li van fer front el general Li Mu (李牧) i el seu subordinat Sima Shang (司馬尚) fins al 228 aC. Es creu que el rei Youmiu va ordenar l'execució de Li Mu i la destitució de Sima Shang seguint els deslleials consells d'alguns cortesans i d'agents Qin infiltrats.
En el 228 aEC, Qin va capturar al Rei Youmiu i va conquerir Zhao. El Príncep Jia, el germanastre del rei Qian, va ser proclamat rei a Dai i va dirigir les últimes forces Zhao contra el Qin. El règim es va allargar fins al 222 aEC que l'exèrcit de Qin el va capturar i derrotà les seves forces a Dai.
En el 154 aEC, un Zhao relacionat (赵), encapçalat per Liu Sui (劉遂), el Príncep del regne Zhao, va participar en la fracassada Revolta dels Set Regnes (七国之乱) contra el nou i segon emperador instaurat de la dinastia centralista de la Xina Han.

## Governants
Marquesos
- Xian (獻侯), nom personal Huan (浣), 424 aC - 409 aC
- Lie (烈侯), nom personal Ji (籍), (fill), 409 aC - 387 aC
- Jing (敬侯), nom personal Zhang (章), (fill), 387 aC - 375 aC
- Rei Cheng de Zhou (成侯), nom personal Zhong (種), (fill), 375 aC - 350 aC
- Su (肅侯), nom personal Yu (語), (fill), 350 aC - 326 aC
- Wuling (武靈王), nom personal Yong (雍), (fill), 326 aC - començament del 299 aC, primer rei

Reis
- Wuling (武靈王), nom personal Yong (雍), (fill), 326 aC - començament del 299 aC, primer rei
- Huiwen (惠文王), nom personal He (何), (fill), 299 aC - 266 aC
- Xiaocheng (孝成王), nom personal Dan (丹), (fill), 266 aC - 245 aC
- Daoxiang (悼襄王), nom personal Yan (偃), (fill), 245 aC - 236 aC
- Youmiu (幽繆王), nom personal Qian (遷), (fill), 236 aC - 228 aC
- Dai (代王), nom personal Jia (嘉), (germanastre), 228 aC - 222 aC